# Nikolske
Nikolske (en ukrainien : Нікольське, russe : Никольское, Nikolskoïe, anciennement Volodarske) est une commune urbaine de l'oblast de Donetsk, en Ukraine.
Elle est le centre administratif du raïon de Nikolske. Sa population s'élevait à 9 996 habitants en 2013.

## Géographie
La ville se trouve au bord de la rivière Kalets, (affluent du Kaltchyk, dans le bassin versant du fleuve côtier Kalmious) à 25 km à l'ouest de Marioupol.

## Histoire
Une colonie rurale est fondée par des cosaques en 1831 sous le nom de khoutor de Gladky et prend le nom de Nikolske en 1855. En février 1920, le village est administré par un soviet rural. Il prend le nom de Volodarske en 1923. La ville reprend son ancien nom de Nikolske en 2016. Début mars 2022, la ville est prise par les forces de la république populaire de Donetsk.

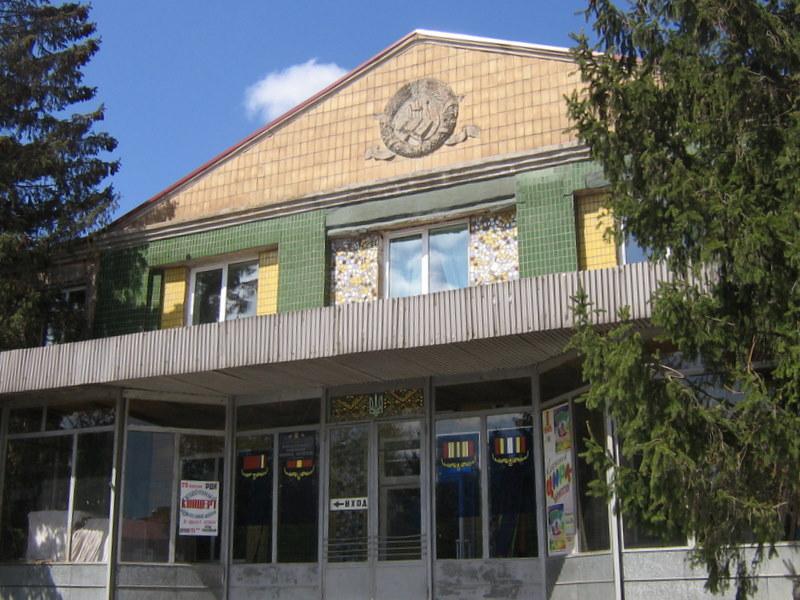
Maison de la culture.